# Odysia denticularia
Odysia denticularia là một loài bướm đêm trong họ Geometridae.